# Ньюджент, Томас, 4-й граф Уэстмит
Томас Ньюджент, 4-й граф Уэстмит (англ. Thomas Nugent, 4th Earl of Westmeath; 1669 — 30 июня 1752) — ирландский военный и пэр.

## Биография
Родился в 1669 году. Второй сын Кристофера Ньюджента, лорда Делвина (? — до 1680), и Мэри Батлер, дочери полковника Ричарда Батлера.
Томас Ньюджент служил в ирландской армии короля Якова II Стюарта в чине пехотного полковника и был объявлен вне закона новым королем Англии Вильгельмом III Оранским 11 мая 1691 года. Он сражался при осаде Лимерика (1690—1691), командуя кавалерийским полком. В 1697 году его объявление вне закона было отменено. Как и почти вся семья, он был католиком.
В апреле 1714 года после своего бездетного старшего брата Ричарда Ньюджента, 3-го графа Уэстмита, Томас Ньюджент унаследовал титулы 4-го графа Уэстмита (Пэрство Ирландии) и 9-м бароном Делвином (Пэрство Ирландии).

## Личная жизнь
С 1684 года лорд Уэстмит бы женат на Маргарет Беллью (? — 1700), дочери Джона Беллью, 1-го барона Беллью из Дулика, и Мэри Бермингем. У супругов было четверо детей:
- Леди Кэтрин Ньюджент, она вышла замуж за Эндрю Ньюджента из Десарта, графство Уэстмит
- Кристофер Ньюджент, лорд Делвин (? — 12 апреля 1752)[1], не женат
- Достопочтенный Джон Ньюджент (? — 21 июля 1725)[1], не женат
- Леди Мэри Ньюджент (1694 — июль 1725), вышла замуж за Фрэнсиса Бермингема, 14-го барона Атенри[англ.].

Граф Уэстмит скончался 30 июня 1752 года, не оставив в живых потомков мужского пола. Ему наследовал младший брат Джон Ньюджент, 5-й граф Уэстмит.